# Luckau
Luckau (tiếng Hạ Sorbia Łuków) là một thành phố ở huyện Dahme-Spreewald trong bang Brandenburg, Đức. 

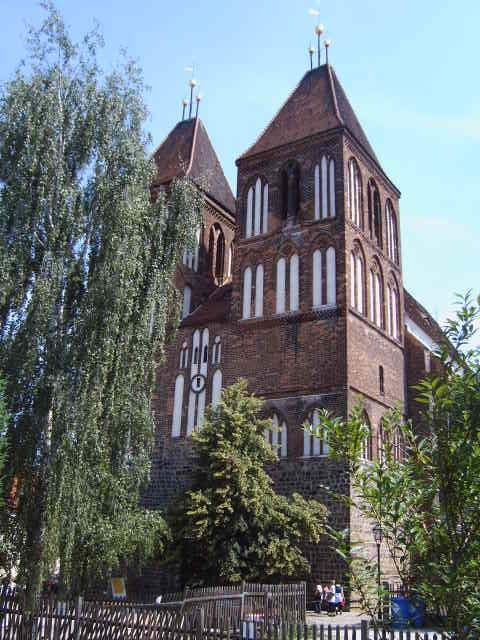
Nhà thờ St. Nicholas ở Luckau

## Các phường
- Bergen
- Cahnsdorf
- de:Duben (tiếng Đức)
  - Alteno
  - Freimfelde
  - Kaden
- Egsdorf
- Freesdorf
- Fürstlich Drehna (tiếng Đức)
  - Tugam
- Gießmannsdorf
- Görlsdorf
  - Frankendorf
  - Garrenchen
- Karche-Zaacko.
  - Karche.
  - Schollen
- Kreblitz
- Kümmritz
- Paserin
- Rüdingsdorf
- Schlabendorf
- Uckro
- Wierigsdorf
- Willmersdorf-Stöbritz
- Terpt
- Zieckau
- Zöllmersdorf